# Municipio de Amboy (Míchigan)
El municipio de Amboy (en inglés: Amboy Township) es un municipio ubicado en el condado de Hillsdale en el estado estadounidense de Míchigan. En el año 2010 tenía una población de 1173 habitantes y una densidad poblacional de 14,78 personas por km².

## Geografía
El municipio de Amboy se encuentra ubicado en las coordenadas 41°42′59″N 84°36′9″O / 41.71639, -84.60250. Según la Oficina del Censo de los Estados Unidos, el municipio tiene una superficie total de 79.35 km², de la cual 77,6 km² corresponden a tierra firme y (2,21 %) 1,75 km² es agua.

## Demografía
Según el censo de 2010, había 1173 personas residiendo en el municipio de Amboy. La densidad de población era de 14,78 hab./km². De los 1173 habitantes, el municipio de Amboy estaba compuesto por el 97,7 % blancos, el 0,09 % eran afroamericanos, el 0,85 % eran asiáticos, el 0,85 % eran de otras razas y el 0,51 % eran de una mezcla de razas. Del total de la población el 2,13 % eran hispanos o latinos de cualquier raza.